# Sarayburnu
Sarayburnu (tiếng Thổ Nhĩ Kỳ: Sarayburnu, nghĩa là mũi đất Cung điện; còn gọi là mũi Seraglio) là một mũi đất chia tách lạch Altın Boynuz (sừng vàng) với biển Marmara tại Istanbul, Thổ Nhĩ Kỳ. Khu vực này là nơi có cung điện Topkapı (Topkapı Sarayı) và công viên Gülhane (công viên nhà Hoa hồng). Sarayburnu được gộp trong khu vực lịch sử của Istanbul, được bổ sung vào danh sách di sản thế giới của UNESCO năm 1985.

## Lịch sử
Khu định cư đầu tiên trên Sarayburnu, gọi là Lygos (tiếng Hy Lạp: Λυγγος), được các bộ lạc Thrace thành lập từ khoảng thế kỷ 13-11 TCN, cùng với Semistra cận kề, được Plinius đề cập tới trong các ghi chép sử học của mình. Chỉ còn một ít bờ tường và cong trình xây dựng thuộc về Lygos còn tồn tại tới nay, gần vị trí mà cung điện Topkapı tồn tại ngày nay. Trong thời kỳ Byzantion (khoảng thế kỷ 7 TCN), Acropolis từng nằm tại vị trí mà ngày nay cung điện Topkapı ở đó.
Năm 667 TCN những cư dân Hy Lạp cổ đại từ Megara (gần Athena) dưới sự chỉ huy của vua Byzas đã thành lập Byzantion tại Sarayburnu. Sớm hơn, vào năm 685 TCN, người Megara đã thành lập Chalcedon (ngày nay là Kadıköy) trên vùng bờ biển Anatolia, mé bên kia eo biển Bosporus. Trên thực tế những khu định cư cổ nhất của Istanbul ngày nay được tìm thấy ở phía Anatolia; chẳng hạn như gò Fikirtepe có niên đại từ thời kỳ đồng đá, với các cổ vật có niên đại khoảng 5500-3500 TCN. Trong khu vực Kadıköy cận kề (Chalcedon cổ đại), một khu định cư hải cảng lớn có niên đại từ thời kỳ người Phoenicia (sớm hơn khu định cư của người Megara) cũng đã được phát hiện.

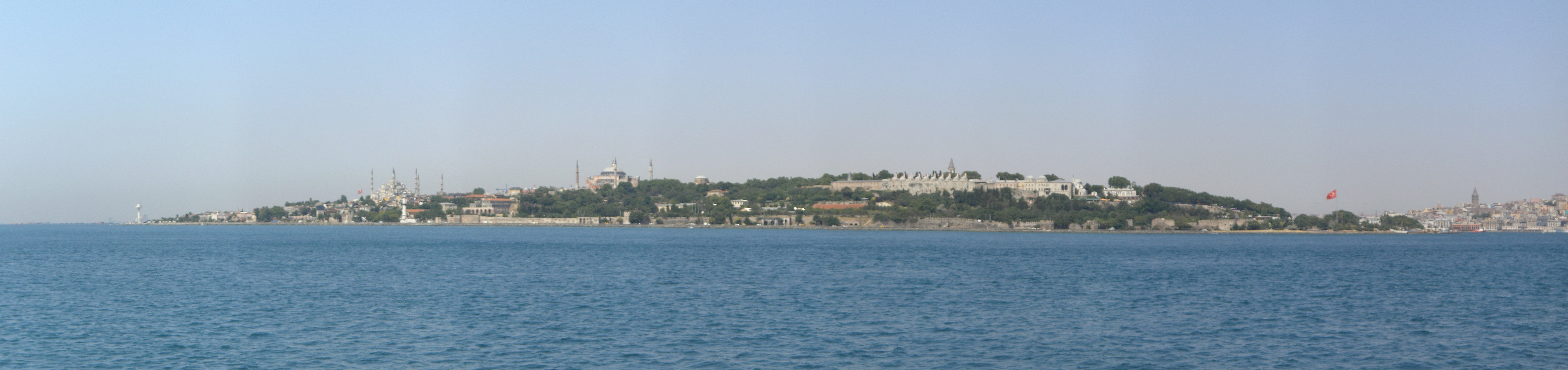
Từ trái qua phải: thánh đường Hồi giáo sultan Ahmed, Hagia Sophia, cung điện Topkapı, các tường đá Constantinople và tháp Galata ở phía ngoài mé phải, phía bên kia lạch Altın Boynuz.

Trong thời cổ đại ở đây có 2 bến cảng tự nhiên gần với Sarayburnu tại các nơi thuộc các khu phố Sirkeci và Eminönü ngày nay (các bến cảng Prosphorion và Neorion nằm trên vùng bờ biển của Altın Boynuz). Do sự tồn tại của các bến cảng này mà mũi Sarayburnu là đáng chú ý hơn so với chính nó ngày nay. Trong các thời kỳ muộn hơn, khu vực này là nơi hội tụ của Các tường đá Constantinople của lạch Altın Boynuz và biển Macmara. Trong thời kỳ Byzantin, khu vực này được biết đến như là Hagios Demetrios trong tiếng Hy Lạp.
Trong thời gian xây dựng đường sắt vào cuối thời kỳ Ottoman năm 1871, các bức tường thành của khu vực Sarayburnu đã bị phá hủy một phần, nhưng vẫn còn nguyên vẹn ở một số chỗ - đặc biệt là khu vực gần cung điện Topkapı, xây dựng trong thế kỷ 15 cho các sultan Ottoman. Công viên Gülhane nổi tiếng nằm cạnh cung điện này.
Trên mũi đất này hiện có tượng đài của Mustafa Kemal Atatürk (1881-1938), người sáng lập và tổng thống đầu tiên của Cộng hòa Thổ Nhĩ Kỳ.